# Парк Эндрю Хейдона
Парк Эндрю Хейдона, англ. Andrew Haydon Park — парк у залива Британия на реке Оттава в г. Оттава. Расположен на западе городе, у перекрёстка Карлинг-авеню и Холли-Эйкерс-роуд (Holly Acres Road), к востоку от парка Дика Белла и Непинского парусного клуба.
Назван в честь Эндрю Хейдона, бывшего мэра Непина.
В парке имеется эстрада для концертов под открытым небом и территория для пикников, а также дорожки для прогулок, детские площадки и мини-бассейны.
Вдоль болотистых берегов р. Оттава на территории парка часто встречаются канадские казарки и прибрежные птицы. Казарки также обитают в двух прудах на территории парка. Это приводит к тому, что часть территории парка загрязнена помётом казарок.
В качестве эксперимента на период 2009—2011 г. в парке разрешено водить собак на поводке; при отсутствии инцидентов подобная практика будет продолжена.

## Галерея изображений
- Казарки давно облюбовали этот парк.
- Небольшая ветряная мельница между парком и р. Оттава.
- Ландшафт парка.
- Вход на пристань.